# Jour de l'Indépendance (Albanie)
Pour les articles homonymes, voir Jour de l'Indépendance.
Jour de l'Indépendance (en albanais : Dita e Pavarësisë) est un jour férié en Albanie célébré le 28 novembre. Elle commémore la Déclaration d'indépendance de l'Albanie (de l'Empire ottoman ), qui a été ratifiée par le Congrès panalbanais le 28 novembre 1912, établissant l'État d'Albanie.

## Importance
Le jour de l'indépendance est célébré chaque 28 novembre comme un jour férié en Albanie et par la diaspora albanaise . Il fait référence à la déclaration d'indépendance de l'Albanie du 28 novembre 1912 et à la levée du drapeau albanais à Vlora par Ismail Qemali,. Cela coïncide avec le jour où Skanderbeg a hissé le même drapeau à Krujë, le 28 novembre 1443.

## Histoire
La lutte des Albanais pour leur indépendance remonte au XVe siècle, lorsque les Ottomans prirent pour la première fois le contrôle du territoire albanais. La plupart des historiens soutiennent que la véritable lutte pour l’indépendance a eu lieu avec le développement du nationalisme albanais au XIXe siècle. Cette étincelle est apparue particulièrement au sein de leur diaspora dans le sud de l'Italie, les descendants des Albanais qui avaient fui après la mort de Skandberg au XVe siècle,,.